# Grifina Hališka
Grifina ali Agripina Hališka (poljsko Gryfina Halicka, rusko Агриппина Ростиславна, Agrippina Rostislavna) je bila po poroki z Lešekom II. Črnim leta 1265 do leta 1288 velika vojvodinja-žena Poljske, * okoli 1248, Ogrska, † okoli 1309.
Po moževi smrti je odšla v samostan in kasneje postala opatinja.

## Družina
Grifina je bila hči hališkega kneza Rostislava Mihajloviča (1225–1262) in njegove žene Ane Ogrske (1226 – okoli 1270), hčerke ogrskega kralja Béle IV. Rostislav je po izgubi  hališkega prestola pobegnil na Ogrsko in bil sprejet na dvoru svojega tasta, kralja Béle IV. Rostislav je kasneje dobil v upravljanje Slavonijo, eno najpomembnejših regij srednjeveškega Ogrskega kraljestva, in Mačvo. Grifina se je rodila na Ogrskem, kjer je odraščala s svojima sestrama. Ena od sester je bila Kunigunda, poročena s češkim kraljem Otokarjem II., in  mati Venčeslava II.

## Poroka
Leta 1265 se je pri sedemnajstih letih poročila z Lešekom, sinom vojvode Kazimirja I. Kujavskega. Poroko je organiziral vojvoda Boleslav V. Sramežljivi. Od leta 1271 do 1274 sta bila zakonca ločena, ker je Grifina javno obtožila Lešeka II., da je impotenten. Lešek se je začel zdraviti, vendar je zakon ostal brez otrok. Po štirih letih ločitve ju je Boleslav V. prisilil, da sta se pobotala.
Med uporom plemstva proti njenemu možu leta 1285 se je Grifina zatekla v grad Wawel pod zaščito krakovskih meščanov. Med tretjim tatarskim vpadom v Malopoljsko  leta 1287 je z možem pobegnila na Ogrsko, kjer je živelo veliko članov njene družine.

## Vdovstvo
Po moževi smrti leta 1288 je Grifinin nečak, češki kralj Venčeslav II., na osnovi tetine poroke zahteval Poljsko. Grifina se je umaknila v samostan revnih klaris v Starem Sączu. Opatinja samostana je bila materina sestra Kinga, vdova po Boleslavu V. Sramežljivem. Po Kingini smrti je Grifina postala opatinja samostana.
Leta 1300 je obiskala Češko in skrbela za Elizabeto Richezo Poljsko, hčerko Przemysla II. in zaročenko njenega nečaka Venčeslava po smrti njegove prve žene Judite Habsburške. 
Grifina je umrla med letoma 1305 in 1309, najverjetneje leta 1309. Pokopana je v samostanu sv. Agneze v Pragi.

## Sklica
1. ↑  RUSSIAN RURIKID, Medieval Lands
2. ↑  Oswald Balzer, Genealogia Piast, Kraków 2005, str. 582

## Vir
- Maria Piszczkowska. Gryfina.  Polski Słownik Biograficzny. T. IX. Wrocław — Warszawa — Kraków: Zakład Narodowy Imienia Ossolińskich, Wydawnictwo Polskiej Akademii Nauk, 1960-1961, str. 72-73.

| Grifina Hališka RurikidiRojen: okoli 1248 Umrl: okoli 1309 |                                                          |                                  |
| Nazivi za člane kraljevske družine                         |                                                          |                                  |
| Predhodnik: Kinga Ogrska                                   | Velika vojvodinja-žena Poljske 1279 ?–30. september 1288 | Naslednik: Matilda Brandenburška |